# Lengua Armada Discos
Lenga Armada Discos, ou simplement Lengua Armada, est un label indépendant américain de punk rock, basé à Chicago, dans l'Illinois.

## Histoire
Le label a été fondé par le leader de Limp Wrist/Los Crudos et figure de proue de la scène straight edge et de la scène queercore, Martin Sorrondeguy,. Il a signé des groupes tels que Look Back and Laugh, Charles Bronson, Severed Head of State et Sin Orden.

## Groupes et artistes
Ils comprennent : Charles Bronson, Condenada, Dangermouse, Dir Yassin, Eucharist, Freakmind, In/Humanity, Jump Off a Building, Limp Wrist, Look Back and Laugh, MK-ULTRA, Punch in the Face, Q-Factor, Palatka, Severed Head of State, Sin Orden, Short Hate, Smartut Kahol Lavan, The Locust et Temper.